# Campionati del mondo di atletica leggera indoor 2022 - Salto con l'asta maschile
La gara del salto con l'asta maschile dei campionati del mondo di atletica leggera indoor 2022 si è svolta il 20 marzo.

## Podio
| Pos.    | Atleta             | Nazionalità | Misura |
| ------- | ------------------ | ----------- | ------ |
| Oro     | Armand Duplantis   | Svezia      | 6,20 m |
| Argento | Thiago Braz        | Brasile     | 5,95 m |
| Bronzo  | Christopher Nilsen | Stati Uniti | 5,90 m |

## Situazione pre-gara

### Record
Prima di questa competizione, il record del mondo indoor e il record dei campionati erano i seguenti.
| Record                | Prestazione | Atleta                    | Data e luogo                        | Competizione                     |
| --------------------- | ----------- | ------------------------- | ----------------------------------- | -------------------------------- |
| Record mondiale       | 6,19 m      | Armand Duplantis Svezia   | 7 marzo 2022 Belgrado, Serbia       | Meeting indoor di Belgrado       |
| Record dei campionati | 6,02 m      | Renaud Lavillenie Francia | 14 marzo 2016 Portland, Stati Uniti | Campionati del mondo indoor 2016 |

### Campioni in carica
I campioni in carica a livello mondiale erano:
| Campione        | Atleta                    | Prestazione | Data e luogo                         | Competizione                     |
| --------------- | ------------------------- | ----------- | ------------------------------------ | -------------------------------- |
| Olimpico        | Armand Duplantis Svezia   | 6,02 m      | 3 agosto 2021 Tokyo, Giappone        | Giochi della XXXII Olimpiade     |
| Mondiale indoor | Renaud Lavillenie Francia | 5,90 m      | 4 marzo 2018 Birmingham, Regno Unito | Campionati del mondo indoor 2018 |

### La stagione
Prima di questa gara, gli atleti con le migliori tre prestazioni dell'anno erano:
| Pos. | Atleta                         | Prestazione | Data e luogo                        |
| ---- | ------------------------------ | ----------- | ----------------------------------- |
| 1    | Armand Duplantis Svezia        | 6,19 m      | 7 marzo 2022 Belgrado, Serbia       |
| 2    | Christopher Nilsen Stati Uniti | 6,05 m      | 5 marzo 2022 Rouen, Francia         |
| 3    | KC Lightfoot Stati Uniti       | 5,95 m      | 12 febbraio 2022 Dortmund, Germania |

## Risultati

### Finale
La finale diretta si è tenuta il 20 marzo alle ore 16:35.
| Pos | Atleta                | Nazionalità | 5,45 m | 5,60 m | 5,75 m | 5,85 m | 5,90 m | 5,95 m | 6,05 m | 6,20 m | Risultato | Note                                     |
| --- | --------------------- | ----------- | ------ | ------ | ------ | ------ | ------ | ------ | ------ | ------ | --------- | ---------------------------------------- |
|     | Armand Duplantis      | Svezia      | -      | o      | -      | o      | -      | o      | o      | xxo    | 6,20 m    | Record mondiale                          |
|     | Thiago Braz           | Brasile     | -      | o      | o      | xo     | -      | xxo    | xxx    |        | 5,95 m    | Record sudamericano                      |
|     | Christopher Nilsen    | Stati Uniti | o      | o      | o      | o      | xo     | xxx    |        |        | 5,90 m    |                                          |
| 4   | Valentin Lavillenie   | Francia     | o      | o      | xo     | xo     | xxx    |        |        |        | 5,85 m    | Miglior prestazione personale            |
| 5   | Ben Broeders          | Belgio      | o      | o      | o      | xx-    | x      |        |        |        | 5,75 m    | Miglior prestazione personale stagionale |
| 5   | Menno Vloon           | Paesi Bassi | o      | o      | o      | xxx    |        |        |        |        | 5,75 m    |                                          |
| 7   | Kurtis Marschall      | Australia   | xo     | o      | o      | xxx    |        |        |        |        | 5,75 m    |                                          |
| 8   | Sondre Guttormsen     | Norvegia    | o      | xxo    | o      | xxx    |        |        |        |        | 5,75 m    |                                          |
| 9   | Oleg Zernikel         | Germania    | xo     | o      | xxo    | xxx    |        |        |        |        | 5,75 m    |                                          |
| 10  | Pål Haugen Lillefosse | Norvegia    | o      | o      | xxx    |        |        |        |        |        | 5,60 m    |                                          |
| 10  | KC Lightfoot          | Stati Uniti | o      | o      | xxx    |        |        |        |        |        | 5,60 m    |                                          |
| 12  | Thibaut Collet        | Francia     | o      | xo     | xxx    |        |        |        |        |        | 5,60 m    |                                          |
| 13  | Torben Blech          | Germania    | o      | xxo    | xxx    |        |        |        |        |        | 5,60 m    |                                          |